# 唐都医院
唐都医院（中国人民解放军空军军医大学第二附属医院），位于陕西省西安市灞桥区新寺路1号，隶属中国人民解放军空军军医大学。

## 简介
唐都医院的前身是1939年11月在延安创建的中央医院，1947年2月改为陕甘宁晋绥军第一后方医院，1949年2月改为西北军区第一后方医院。1950年8月22日，西北军区第一野战军司令员彭德怀、政委习仲勋、副司令员张宗逊、副政委甘泗淇联合签署命令：将原第一后方医院院长李炳之、副院长潘念慈和70余名工作人员一并调入西北人民医学院附属医院（院址位于西安市东郊），组建西北军区第二陆军医院。剩余900余名工作人员仍留西郊飞机场劳改营，由政委刘潍、副政委马向、副院长陈岘等领导成立西北军区第二陆军医院分院。两所医院均受西北军区第二陆军医院院务委员会领导。1951年4月，西北军区第二陆军医院分院改为西北军区第三陆军医院。唐都医院的的另一前身是1949年5月成立的西北军区卫生部直属高干休养所，1951年4月改为西北军区第六陆军医院。1953年12月，西北军区第三陆军医院改为康复医院（后发展为西安市儿童医院），仍归西北军区卫生部领导；西北军区第三陆军医院另有部分并入西北军区第六陆军医院，组建新的西北军区第六陆军医院。1954年10月28日，西北军区后方勤务部下发整编通知：原西北军区第六陆军医院改编为中国人民解放军第二医院。1955年7月27日，兰州军区命令：根据中国人民解放军总参谋部1955年6月19日指示，中国人民解放军第二医院自8月1日起归建中国人民解放军第四军医大学，归建时仍按中国人民解放军第二医院建制。1958年，经中国人民解放军总参谋部批准改为中国人民解放军第四军医大学第二附属医院。1985年经中国人民解放军总后勤部批准，对外称“唐都医院”。2017年，在深化国防和军队改革中，改称中国人民解放军空军军医大学第二附属医院。
唐都医院先后获全国百姓放心医院、全军及陕西省“白求恩精神奖”、陕西省“创佳评差”活动先进单位，曾被评为医保工作先进单位、抗击非典先进集体、抗震救灾先进集体。

## 历任领导
| 院长 1. 傅连暲（1939年9月—1940年12月，中央医院院长） 2. 何穆（1940年12月—1942年12月，中央医院院长） 3. 傅连暲（1942年12月—1945年10月，中央医院院长） 4. 魏一斋（1945年10月—1947年2月，中央医院院长） 5. 李炳之（1947年2月—1949年2月，陕甘宁晋绥军第一后方医院院长） 6. 魏一斋（1949年2月—8月，西北军区第一后方医院院长） 7. 李炳之（1949年8月—12月，西北军区第一后方医院院长） 8. 潘念慈（1949年12月—1950年8月，西北军区第一后方医院院长） 9. [[]]（1952年8月—1953年12月，西北军区第三陆军医院院长） 10. 潘念慈（1951年7月—1953年12月，西北军区第六陆军医院院长） 11. [[]]（1953年12月—1954年10月，西北军区第六陆军医院院长；1954年10月—1956年，第二医院院长） 12. 马载坤（1957年—1959年1月） 13. 徐如壁（1959年1月—1961年11月） 14. [[]]（1961年11月—1968年12月） 15. [[]]（1971年5月—1979年1月） 16. [[]]（1979年1月—1980年6月） 17. 张方（1980年6月—1985年11月） 18. 李荟元（1985年11月—1988年8月） 19. 王庆舜（1988年8月—1990年12月） 20. 王存兰（1990年12月—1996年1月） 21. 刘振立（1997年8月—2001年7月） 22. 成诗银（2002年1月—2006年8月） 23. 张永生（2006年8月—） | 政治委员 1. [[]]（1945年10月—1946年1月，中央医院政治委员） 2. 李炳之（1947年2月—1949年2月，陕甘宁晋绥军第一后方医院院长兼政治委员；1949年2月—5月，西北军区第一后方医院政治委员） 3. 刘潍（1949年12月—1950年8月，西北军区第一后方医院政治委员；1951年4月—1953年12月，西北军区第三陆军医院政治委员） 4. [[]]（1951年5月—1954年7月，西北军区第六陆军医院政治委员） 5. 潘念慈（1954年7月—1955年8月，第二医院政治委员；1955年8月—1956年7月，第四军医大学第二附属医院政治委员） 6. 杨冠五（1956年7月—1959年6月） 7. 刘昆如（1959年6月—1965年） 8. [[]]（1965年—1971年5月） 9. 黎明（1971年5月—1978年11月） 10. 李超节（1978年12月—1983年6月） 11. 董俊宽（1984年11月—1986年11月） 12. 万致远（1987年10月—1990年12月） 13. 施启安（1990年12月—1994年5月） 14. 曾昭清（1994年5月—1998年11月） 15. 杨有全（1998年11月—2004年8月） 16. 项革（2004年8月—2009年6月） 17. 赵公智（2009年6月—） |

## 延伸阅读
- 金星，亲历延安岁月——延安中央医院的往事，中国人民大学出版社，2015年